# Düngstrup
Düngstrup ist ein Ortsteil der Stadt Wildeshausen im niedersächsischen Landkreis Oldenburg. Die Bauerschaft zählt 201 Einwohner und liegt etwa 5 km südsüdwestlich des Wildeshauser Stadtzentrums. 

## Geographie
Düngstrup gehört zu der das Kerngebiet umgebenden sogenannten Landgemeinde Wildeshausen. Durch die Ortschaft führt die Kreisstraße K 246. Der Bach Brookbäke entspringt in Düngstrup und durchfließt in nördlicher Richtung Lüerte und Bargloy und mündet nördlich von Wildeshausen bei Wiekau in die Hunte.

## Geschichte
Der Ort wurde urkundlich als Dungestorpe (= Dorf des Dungo) in einer Schenkungsurkunde von 872 erwähnt, als das Alexanderstift durch Graf Walbert, einem Enkelsohn von Graf Widukind, gegründet wurde.

Von 1850 bis 1907 und von 1915 bis zu ihrer Auflösung 1933 war Düngstrup der Sitz der Landgemeinde Wildeshausen.
Die Bahnstrecke Delmenhorst–Hesepe mit dem Bahnhof Düngstrup erschloss von 1898 bis 1967 den Ort sowie Straße Holzhausen-Bühren. Eine Molkerei bestand von 1910 bis 1928 und 1928 bis 1955. Beim Bahnhof bestand seit 1905 das Gasthaus mit Tanzsaal, Bühne und Kegelbahn von Hermann Besuden. Um 1900 zählte Düngstrup 18 Haushalte mit 108 Einwohnern. 

## Wirtschaft und Infrastruktur
Die Freiwillige Feuerwehr Düngstrup von 1930 ist eine der beiden Feuerwehren der Stadt Wildeshausen, die für den Brandschutz und die allgemeine Hilfe sorgen.
Seit 1969 betreibt die Kirchengemeinde St. Georg aus dem Bremer Stadtteil Huchting das Freizeitheim St. Georgshof in Düngstrup.
Sehenswert ist das große Wohn- und Wirtschaftsgebäude Düngstrup 1 von 1825.
Vereine
- Dorfverein Düngstruper Dorphus von 1986
- Der Heimatverein Düngstrup von 1928 ist aus einem gemischten Chor hervorgegangene; er kümmert sich um den Schutz und den Erhalt des Pestruper Gräberfeldes und des dortigen Schafkobens (= Schafstall), des Schafkobens in Holzhausen und um das Kriegerdenkmal in Düngstrup.[4]
- Kaninchenzuchtverein von 1973
- Landjugend Düngstrup von 1952[5]

## Baudenkmale
In der Liste der Baudenkmale in Wildeshausen ist für Düngstrup ein Baudenkmal aufgeführt.